# Friedrich Brabec
Friedrich Brabec (geboren 11. Juli 1906 in Wien, Österreich-Ungarn; gestorben 17. März 1963 in Wien) war ein österreichischer Verleger.

## Leben
Friedrich Brabec wurde Eigentümer und Verleger der Sommert Verlagsgesellschaft in Wien und der Südosteuropäischen Verlagsgesellschaft in Dubrovnik und gab vor allem Adressbücher, Fachbücher für Wirtschaft und Wirtschaftszeitschriften heraus. Im Jahr 1930 war er Mitgründer der Österreichischen Literarischen Gesellschaft. Nach dem Anschluss Österreichs 1938 floh Brabec nach Jugoslawien. Ab 1940 hielt er sich in der Türkei, in Ägypten und in Palästina auf, wo er in Jaffa für United Press arbeitete.
Brabec kehrte 1947 nach Österreich zurück. Er wurde Herausgeber der Industrie- und Handelszeitung und des Börsen-Kurier.

## Schriften
- Die Abhängigkeit der deutschen Dichtung von den nordischen Vorbildern. Wien: Herold, 1930
- (Hrsg.): Österreichischer Sparkassen- und Verlosungs-Anzeiger. Wien : Melantrich, 1927–1948 (Nachweis, bei ÖNB)
- (Red.): Vorarlberg als Gastland und Wirtschaftsmacht. Wien : Börsen-Kurier-Verlag, 1951